# Скворцов Владислав Юрійович
Владислав Юрійович Скворцов (нар. 29 липня 1996, с. Левенцівка, Новомосковський район, Дніпропетровська область — пом. 20 квітня 2022, неподалік с. Нова Дмитрівка, Ізюмський район, Харківська область) — Герой України, український військовий-доброволець, старший лейтенант, командир роти 93 ОМБр, громадський діяч, політолог. Учасник АТО, ООС. Відомий особистим вкладом у національно-патріотичне виховання молоді Дніпропетровщини та як учасник російсько-української війни.

## Життєпис
Скворцов Владислав Юрійович народився 29 липня 1996 року в селі Левенцівка Новомосковського району Дніпропетровської області. Через рік сім'я Владислава переїхала в місто Дніпропетровськ (нині місто Дніпро).

### Освіта
У 2002 році вступив до першого класу спеціалізованої середньої загальноосвітньої школи № 9 з поглибленим вивченням англійської мови. Після закінчення 11 класів, отримавши повну середню освіту, у 2013 році вступив на перший курс факультету суспільних наук та міжнародних відносин Дніпровського національного університету імені Олеся Гончара.
У 2017 році Владислав закінчив університет і отримав базову вищу освіту за напрямком підготовки Політологія, здобувши кваліфікацію бакалавра. У 2019 році здобув ступінь магістра у тому ж навчальному закладі.
Крім цивільної освіти, у 2017 році Владислав закінчив військову кафедру Дніпропетровського вищого навчального закладу «Національний гірничий університет» (нині Дніпровська політехніка), за фахом підготовки офіцерів запасу Збройних Сил України за спеціальністю «Командир механізованого взводу». Після проходження військової підготовки, навчального табірного збору і здачі установлених іспитів був атестований до присвоєння первинного офіцерського звання по запасу. За наказом міністра оборони України отримав військове звання «молодший лейтенант» запасу.
2017 року пройшов курс тактичної медицини, розроблений відповідно до протоколу ТССС-АС від інструкторів Медичного Батальйону «Госпітальєри».
Влітку 2020 року успішно закінчив курси від «13 Special Warfare Center» (Центр вогневої та спеціальної підготовки), пройшовши «Базовий курс військового снайпера» та «Курс з безпеки знешкодження саморобних вибухових пристроїв».

### Військовий досвід
У 2014 році, коли ще був неповнолітнім, прийшов у військкомат записатись до АТО, та не підійшов за віком. Але Владислав не зупинився та самотужки поїхав у місто Київ, де знайшов організацію, яка готувала юнаків до добровольчих загонів. Після підготовки потрапив до добровольчого загону «Шахтарськ», в якому, прослуживши до кінця 2014 року, набув свій перший військовий досвід.
У 2018 році Владислав знов пішов добровольцем у 2 сотню 8 батальйону Української добровольчої армії, яка на той час брала участь в боях у Широкиному та Водяному. Юнак весь час мріяв про військову кар'єру і з метою її продовження, після проходження служби в добровольчому батальйоні, вирішив вступити до лав ЗСУ.
24 жовтня 2019 року був призваний у ЗСУ як офіцер запасу на військову службу Амур-Нижньодніпровським військовим комісаріатом. Щойно призвавшись, військовослужбовець був направлений на три місяці на курси перепідготовки в Військовий інститут телекомунікацій та інформатизації у Київ. Закінчивши курс перепідготовки, Владислав був направлений до 74-го окремого розвідувального батальйону, який на той час дислокувався в смт Черкаське, де Владислав обіймав посаду начальника зв'язку взводу.
В цей період служив у зоні бойових дій в Донецькій та Луганській областях, а саме у Слов'янську, Мар'їнці, Іловайську[уточнити], Пісках, Широкиному, Красногорівці, перебуваючи безпосередньо в районах бойових дій.
З 21 серпня 2020 року старший лейтенант Скворцов Владислав Юрійович проходив військову службу за контрактом у Соборному районному центрі комплектування та соціальної підтримки на посаді старшого офіцера відділення військового обліку та бронювання сержантів і солдат запасу.
2020 року брав участь в ООС у складі Оперативного командування «Схід». 2021 року прийняв посаду командира взводу.
2022 року з початком повномасштабного російського вторгнення в Україну Владислав Скворцов у складі 93-ї окремої механізованої бригади «Холодний Яр» прийняв бій з окупантом на Сумщині у місті Охтирка. Брав участь у звільнені міста Тростянець. Після успішного визволення Тростянця одразу був переправлений на Ізюмський напрямок, де і віддав своє життя у запеклих боях з окупантом за Незалежність України.

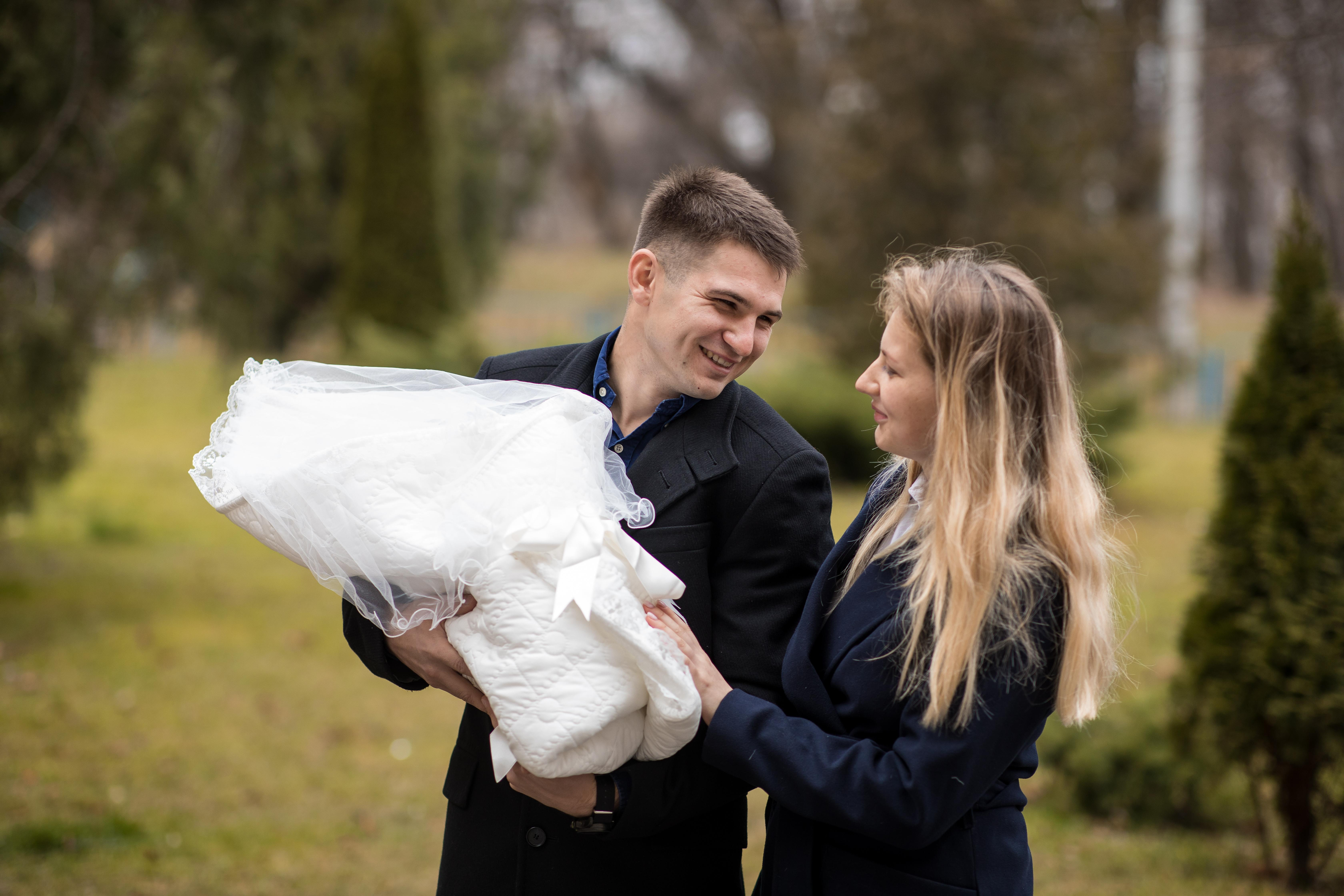
Разом з дружиною Єлизаветою та донькою Кірою
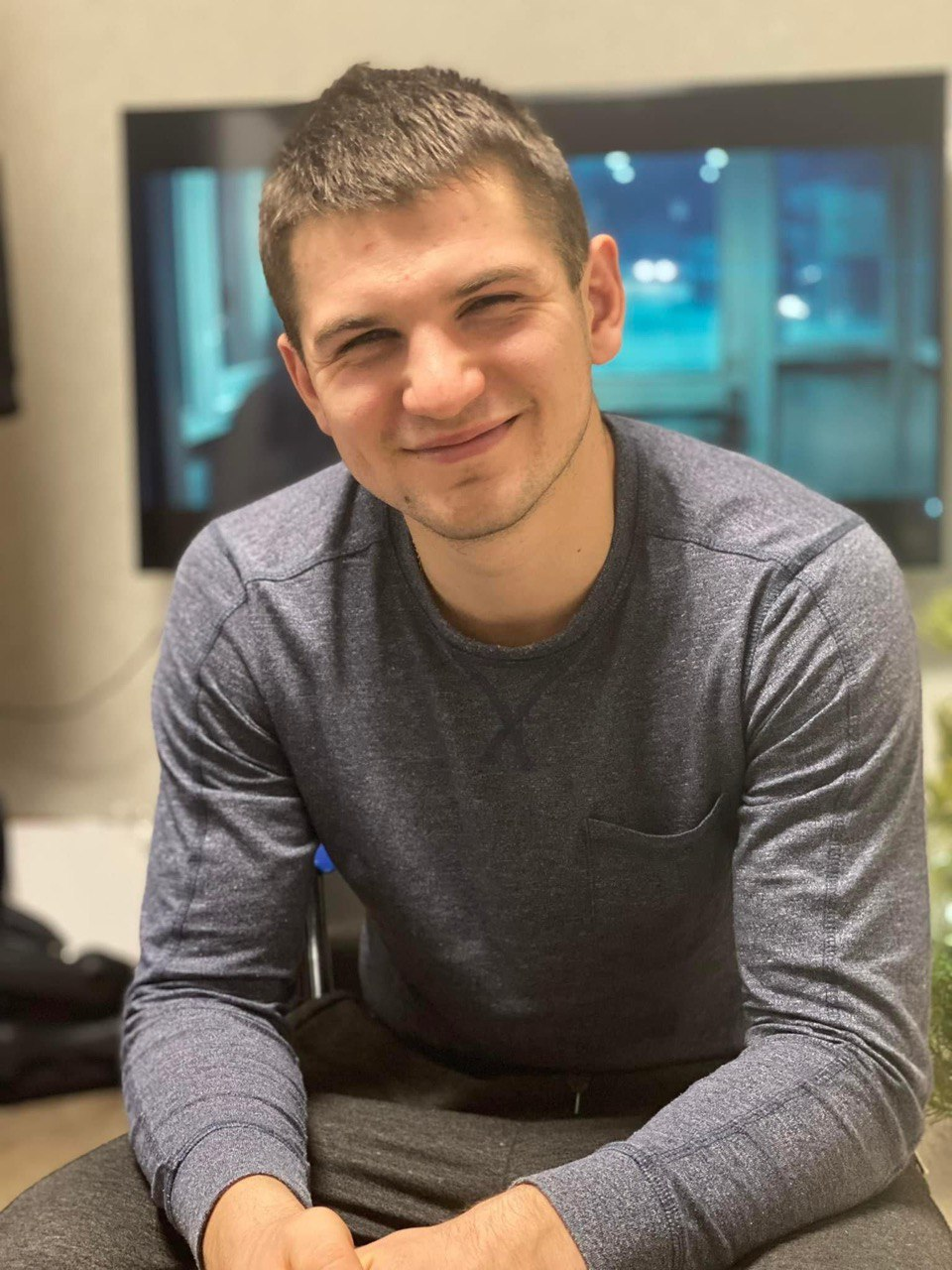
Владислав між військовою службою
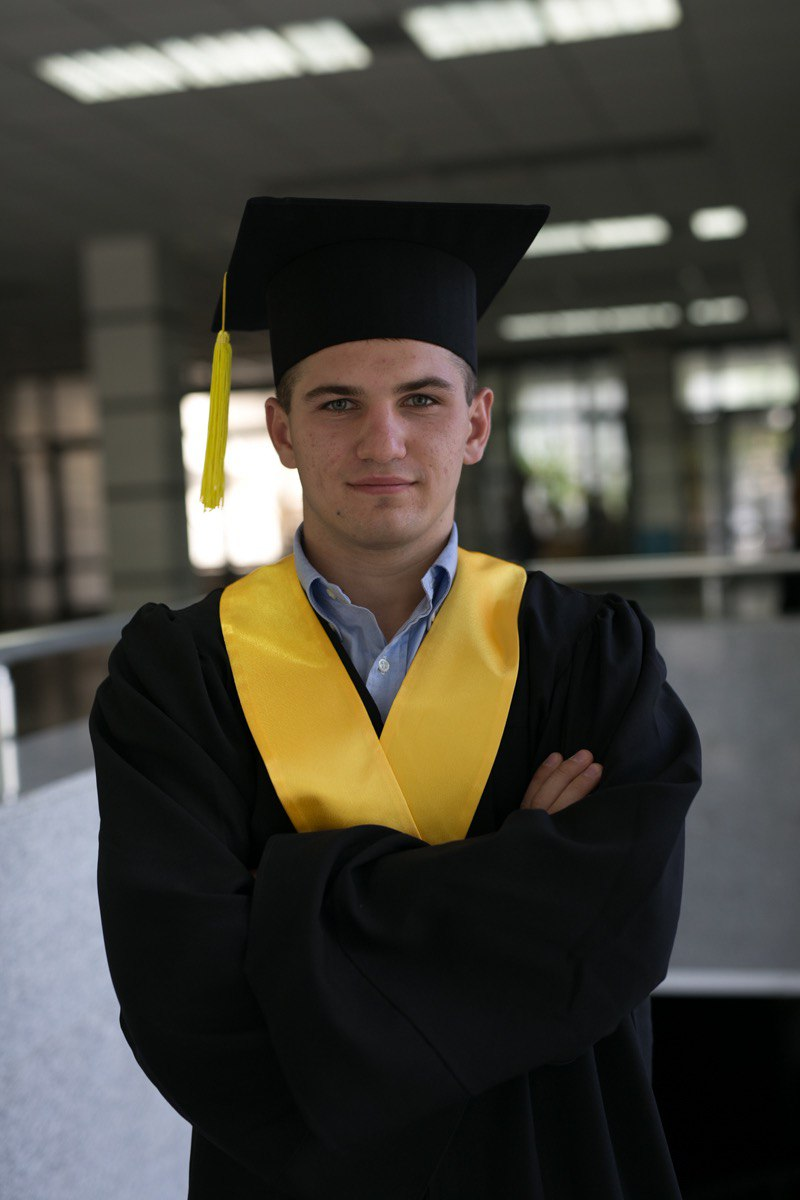
Магістр Політології

### Спортивна кар'єра
Владислав займався бойовим самбо та пауерліфтингом. Під час 7-го Відкритого Кубку ВПА України 2017 року виконав норматив (класифікацію) Кандидат в майстри спорту з загальним результатом 465 кг та зайняв 2-ге місце у ваговій категорії 75 кг. За часи навчання в школі та університеті брав участь у складі збірних команд в змаганнях з футболу.

### Робота та громадська активність
У січні 2017 року був прийнятий на роботу в комунальне підприємство «Патріот» Дніпровської міської ради на посаду «інспектор з оборонно-масової роботи». 2 жовтня 2017 року отримав посаду «начальник відділу правової освіти та безпеки життєдіяльності», де працював до 21 жовтня 2019 року. За часи роботи присвятив себе численним заходам з розвитку української молоді та проводив курси першої домедичної підготовки для містян, у навчальних закладах, загальнонаціональних компаніях, дитячих закладах, а також навчав працівників різних підприємств. Особливу увагу приділяв поведінці людей, якщо вони стали очевидцями ДТП.
Під час навчання в університеті неодноразово брав участь у проведенні соціологічних опитувань на Сході та Півдні України. Планував створити громадську організацію за напрямком патріотично-національного виховання молоді та продовжувати вкладати свій час у розвиток молоді.

### Особисте життя
У 2018 році Владислав одружився з Єлизаветою Півник та 2021 року у подружжя народилась донька Скворцова Кіра Владиславівна. Останній раз Владислав бачив свою доньку майже у тримісячному віці перед службою в ЗСУ. У сім'ї Скворцових залишилась молодша сестра Владислава Софія та молодший брат Артем, який пішов продовжувати справу брата і зараз перебуває на фронті.

## Вшанування пам'яті
- Поховання бійця з військовими почестями відбулось 27 квітня 2022 року на Краснопільському цвинтарі у Дніпропетровській області[6][7].
- Побратими та друзі згадують Владислава як професійного командира, гідну людину та справжнього друга[8][9][10][11][12][13].
- Дніпровський національний університет імені Олеся Гончара висловив слова скорботи[14] та продовжує шанувати пам'ять про загиблого випускника[14].
- Український кризовий медіа-центр створив допис «Офіцер честі», присвячений життю Владислава Скворцова[15].

- 03 січня 2023 року була створена електронна петиція про надання Скворцову Владиславу Юрійовичу почесного звання Героя України посмертно[16] Підписати петицію.

## Нагороди
- звання «Герой України» з удостоєнням ордена «Золота Зірка» (8 липня 2023 року, посмертно) — за особисту мужність і героїзм, виявлені у захисті державного суверенітету та територіальної цілісності України, самовіддане служіння Українському народові[17].
- Пам'ятна медаль «Захиснику Вітчизни» — за виявлені у захисті державних інтересів особисті мужність і відвагу, зміцнення обороноздатності та безпеки України (розпорядження Дніпровського міського голови від 02 жовтня 2017 року)
- Відзнака Командувача військ Оперативного командування «Схід» (розпорядження від 26 листопада 2021 року)
- Орден «За мужність» III ступеня (2022 рік, посмертно) — за особисту мужність і самовіддані дії, виявлені у захисті державного суверенітету та територіальної цілісності України, вірність військовій присязі[18].